# Qaraghandy Sary-Arka flygplats
Qaraghandy Sary-Arka flygplats är en flygplats i Kazakstan. Den ligger i den centrala delen av landet, 220 km sydost om huvudstaden Astana. Flygplatsen ligger 537 meter över havet.